# Aproape celebri
Aproape celebri (în engleză Almost Famous) este un film american de comedie-dramă din 2000. Scris și regizat de Cameron Crowe⁠(d), îi are în rolurile principale pe Billy Crudup, Frances McDormand, Kate Hudson și Patrick Fugit. Filmul prezintă povestea unui jurnalist adolescent însărcinat cu redactarea unui articol pentru revista Rolling Stone la începutul anilor 1970, turneul alături de formația rock fictivă Stillwater și încercările sale de a publica un articol demn de prima pagină. Filmul este semi-autobiografic, deoarece Crowe însuși a fost un scriitor în adolescență pentru Rolling Stone.
Filmul a fost un eșec la box-office⁠(d), încasând 47,4 milioane de dolari în comparație cu bugetul de 60 de milioane de dolari. În ciuda acestui lucru, a primit recenzii pozitive din partea criticilor și a primit patru nominalizări la premiile Oscar, câștigând la categoria cel mai bun scenariu original. A primit, de asemenea, premiul Grammy la categoria cel mai bună coloană sonoră pentru film, televiziune sau alte medii vizuale⁠(d). Roger Ebert l-a caracterizat drept cel mai bun film al anului, precum și al nouălea cel mai bun film al anilor 2000. Filmul a câștigat și două premii Globul de Aur pentru cel mai bun film – muzical sau comedie și cea mai bună actriță în rol secundar – film (Hudson). De la lansarea sa în 2000, acesta a devenit un film cult⁠(d), iar într-un sondaj internațional din 2016 realizat de BBC, Aproape celebri s-a clasat pe locul 79 în topul celor mai bune filme realizate începând din 2000. Într-o listă alcătuită de Hollywood Reporter în 2014 în baza unor voturi din partea „șefilor de studio, câștigători ai premiilor Oscar și actori de televizune”, Aproape celebri a ocupat locul 71 în topul celor mai bune filme ale tuturor timpurilor. O adaptare pe scenă⁠(d) a fost interpretată pe Broadway în noiembrie 2022.

## Rezumat
În San Diegoul anului 1969, copilul-minune William Miller își găsește cu greu locul în societate. Viața sa este complicată și de faptul că mama sa Elaine, văduvă și profesoară universitară, i-a spus că are doisprezece ani. William are de fapt unsprezece ani, a început clasa I la cinci ani și a promovat doi ani într-unul, sărind peste clasa a V-a. Interzicerea muzicii rock și neîncrederea sa în cultura pop au un efect negativ asupra propriilor săi copii; sora lui William, Anita, în vârstă de 18 ani, decide să se mute în San Francisco și să devină însoțitoare de bord, scăpând astfel de sub controlul mamei sale.
În 1973, William, care acum are cincisprezece ani, influențat de albumele rock  ale Anitei, își dorește să devină jurnalist muzical și scrie articole independente pentru ziarele underground din San Diego. Jurnalistul Lester Bangs, impresionat de publicațiile lui William, îi oferă 35 de dolari pentru a scrie o recenzie a concertului Black Sabbath. Acestuia i se interzice accesul în culise, dar reușește să între odată cu sosirea formației Stillwater. Chitaristul principal - Russell Hammond - îl simpatizează pe William și pe noua sa cunoștință, Penny Lane. Deși fetele care însoțesc formația sunt groupies⁠(d), Penny Lane insistă asupra faptului că ea și prietenele sale sunt „susținătoare ale formației”, un termen pe care l-a inventat pentru a descrie fanii prezenți mai degrabă pentru muzică decât pentru vedetele rock.
Editorul Rolling Stone, Ben Fong-Torres⁠(d), îl angajează pe William să scrie un articol despre Stillwater și îl trimite în turneu alături de formație. William intervievează membrii grupului, dar Russell amână conversația în mod repetat. Relația tensionată dintre Russell și solistul Jeff Bebe devine evidentă odată cu lansarea primului tricou al formației - o fotografie cu membrii grupului în care Russell iese în evidență, iar ceilalți membri apar doar în fundal. William este descris drept „inamicul” de către formație, deoarece este jurnalist, dar textul său începe să-și piardă obiectivitatea pe măsură ce tânărul este acceptat ca parte a colectivului lor.
Casa de discuri îl angajează pe Dennis, un manager profesionist, pentru a gestiona datele concertelor și promovarea formației. Penny nu însoțește grupul la New York, deoarece iubita lui Russell, Leslie, va fi prezentă. Penny și celelalte trei groupies sunt pierdute într-un pariu la un joc de poker; deși tânăra nu pare afectată, vestea o devastează.
Penny apare neinvitată la restaurantul din New York, unde aceștia sărbătoresc vestea că urmează să apară pe coperta revistei Rolling Stone. Aceasta încearcă să-i atragă atenția lui Russell, însă i se cere să părăsească localul. Penny suferă o supradoză cu metaqualonă în camera sa de hotel, însă este salvată de William.
A doua zi, formația zboară spre următorul concert, moment în care avionul lor este prins într-o furtună severă. Speriați că avionul se va prăbuși din cauza turbulențelor, toată lumea își mărturisește secretele, iar relația deja complicată dintre Jeff și Russell izbucnește. William își declară dragostea pentru Penny Lane după ce tânăra este insultată de solist. Avionul aterizează în siguranță în Tupelo, Mississippi⁠(d), unde William se desparte de formație.
Acesta ajunge la biroul Rolling Stone din San Francisco, dar are dificultăți cu încheierea articolului. Îi cere ajutorul lui Lester Bangs, dar criticul ajunge la concluzia că William a devenit parte din formație și prietenul lor, lucru care îi inhibă creativitatea. Bangs îi spune că această relație de prietenie este iluzorie și îl sfătuiește „să fie cinstit... și necruțător”. Editorii revistei Rolling Stone sunt impresionați de articolul său, dar când informațiile sunt verificate, Russell minte pentru a proteja imaginea formației Stillwater și pretinde că majoritatea faptelor prezentate sunt false. Rolling Stone renunță la articol, fapt care îl distruge pe William. Anita întâlnește un William supărat în aeroport și se oferă să-l ducă oriunde își dorește; cei doi revin acasă în San Diego.
Sapphire, una dintre „susținătoarele formației”, îl ceartă pe Russell pentru că l-a trădat pe William. Acesta o sună pe Penny și îi spune că vrea să o întâlnească, dar tânăra îi dă adresa lui William. Ajunge și se trezește față în față cu mama lui William care, în timpul turneului, l-a criticat la telefon comportamentul nesăbuit. Îi cere scuze lui William și în cele din urmă îi acordă un interviu. Russell confirmă toate informațiile din articolul celor de la Rolling Stone, care decid să-l menționeze pe coperta revistei. În ultima scenă, Penny călătorește în Maroc, iar Stillwater participă la un nou turneu.

## Distribuție
- Patrick Fugit - William Miller
  - Michael Angarano - tânărul William

- Billy Crudup - Russell Hammond
- Frances McDormand - Elaine Miller
- Kate Hudson - Penny Lane (Lady Goodman)
- Jason Lee - Jeff Bebe
- Zooey Deschanel - Anita Miller
- Anna Paquin - Polexia Aphrodisia
- Fairuza Balk - Sapphire
- Bijou Phillips - Estrella Starr
- Noah Taylor - Dick Roswell
- Philip Seymour Hoffman - Lester Bangs
- Terry Chen - Ben Fong-Torres
- Jay Baruchel - Vic Munoz
- Jimmy Fallon - Dennis Hope
- Rainn Wilson - David Felton
- Mark Kozelek - Larry Fellows
- Liz Stauber - Leslie Hammond
- Zack Ward - the Legendary Red Dog
- John Fedevich - Ed Vallencourt
- Eric Stonestreet - Sheldon
- Marc Maron - Promotor
- Peter Frampton - Reg
- Mitch Hedberg - Managerul formației Eagles